# 馬愛新
马爱新（1974年—），女，江苏省南京市人，祖籍常州，中国翻译家。

## 生平
畢業於北京外国语大学，曾在对外翻译出版公司工作。因与姐姐马爱农合作翻譯《哈利·波特》系列小說而出名。马爱新在译完《哈利·波特与魔法石》后，前往美国留学，所以后来的几本，姐妹俩一个在中国，一个在美国，隔岸翻译。她们往往每人先翻译一部分，然后通过电子邮件和电话交流，以求语言和风格的统一。

## 著作
马爱新翻译了布斯·塔金頓的《十七岁》、《男孩彭罗德的烦恼》等作品。

## 家庭
祖父是教育家及翻译家马清槐，姐姐是翻译家马爱农。